# 호소카와 나리시게

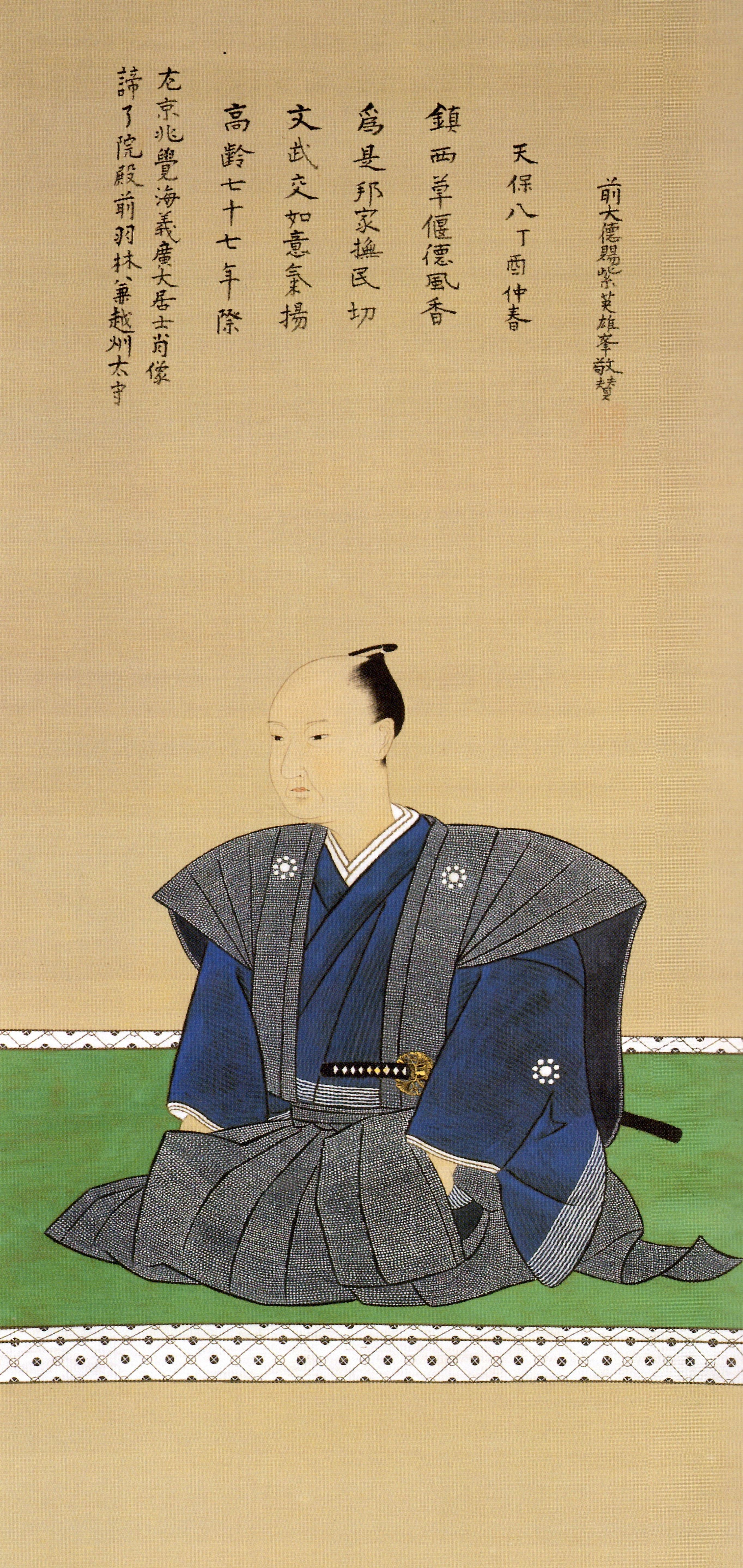
호소카와 나리시게

호소카와 나리시게(細川斉茲)는 히고 우토번 제6대 번주, 동국 구마모토번 제8대 번주를 지냈다. 우토 번 호소카와가 제6대 당주, 구마모토 번 호소카와가 제9대 당주. 우토 번주 시절의 이름은 다쓰히로(立禮). 내각총리대신 호소카와 모리히로의 현조부.
우토 번 선대 번주 호소카와 오키노리의 삼남으로 태어났다. 부친 오키노리의 은거로 가독을 이었으며 우토 번주(다쓰히로) 시절에는 덴메이 대기근을 겪어 빈민 구제에 힘썼다. 후에 우토 번의 본가 구마모토 번 호소카와가의 당주이자 다쓰히로의 자부 호소카와 하루토시의 요절로 본가의 대는 끊겼다. 이에 다쓰히로는 하루토시의 양자로 입적하였고 우토 번은 우토 번세자이자 다쓰히로의 장남 다쓰유키가 이었다. 구마모토 번 가독을 이은지 얼마되지않아 쇼군 도쿠가와 이에나리의 편휘 나리(斉)를 받아 나리시게로 개명하였다.
| 전임 호소카와 오키노리 | 제6대 우토번 번주 (우토 호소카와가) 1772년 ~ 1787년 | 후임 호소카와 다쓰유키 |

| 전임 호소카와 하루토시 | 제8대 구마모토번 번주 (히고 호소카와가) 1787년 ~ 1810년 | 후임 호소카와 나리타쓰 |